# Johannes Maas
Johannes "Jan" Leonardus Maas (né le 17 juin 1900 à Steenbergen et décédé le 5 septembre 1977 à Steenbergen) est un coureur cycliste néerlandais du début du XXe siècle.

## Biographie
Il participe tout d'abord aux Jeux olympiques de 1924 à Paris, où il se classe 6e de la course sur route par équipe, 19e de la course sur route individuelle et est éliminé au premier tour de la poursuite par équipe.
En 1928, il remporte une médaille d'argent aux Jeux olympiques d'Amsterdam, lors de la compétition de poursuite par équipe avec Janus Braspennincx, Piet van der Horst et Jan Pijnenburg.

## Palmarès

### Jeux olympiques
- Amsterdam 1928
  -  Médaillé d'argent de la poursuite par équipe, avec (Janus Braspennincx, Piet van der Horst et Jan Pijnenburg)